# Gonzalo González de Bustamante
Gonzalo González de Bustamante (muerto en Turégano en julio de 1392) fue un eclesiástico, jurista y hombre de estado castellano que ocupó la dignidad de obispo de Segovia entre 1389 y 1392, y además fue consejero del rey. 
Escribió un libro titulado Peregrina sobre derecho, y falleció en su villa de Turégano, dejando por heredera a la diócesis. Fue trasladado a la catedral de Segovia y enterrado en la capilla de Santa Catalina; a su funeral asistió el rey.
| Predecesor: Juan Serrano | Obispo de Segovia 22 de diciembre de 1389 – julio de 1392 | Sucesor: Alfonso de Frías |